# Latrobe (Pennsylvania)
Latrobe è una città degli Stati Uniti d'America che si trova in Pennsylvania, nella contea di Westmoreland.
Nel 1846 vi sorse il monastero benedettino di Saint Vincent, divenuto poi arciabbazia della Congregazione Americana Cassinese.